# Галэки, Джонни
Джон Марк (Джонни) Галэ́ки (англ. Johnny Galecki, читается [ˌgɑːlɛ́kiː]; род. 30 апреля 1975 года, Бре, Бельгия) — американский актёр, известный по роли Леонарда Хофстедтера в ситкоме «Теория Большого взрыва».

## Биография
Джон Марк Галэки родился в Бре (Бельгия) в американской семье. Имеет польские, ирландские и итальянские корни. Его мать, Мэри Лу, — ипотечный консультант, а его отец, Ричард, бывший военнослужащий ВВС США, размещённых в Бельгии. У Джонни есть брат Николай и сестра Элисон. Джонни переехал в Оук-Парк, штат Иллинойс, вместе со своей семьёй, когда ему было три года.
В возрасте семи лет вышел на большую сцену очень известного театра Гудмана в городе Чикаго. А уже в возрасте одиннадцати лет был номинирован на престижную театральную премию. В двенадцать лет Джонни дебютировал в кино, сыграв роль в фильме «Одна ночь из жизни Джимми Рирдона». В 1989 году парень прошёл пробы на фильм «Рождественские каникулы». Следующая его работа была связана с телевидением, где он появился в сериале «Внезапная ярость».
В сериале «Розанна» Джонни сыграл свою самую известную подростковую роль, его Дэвид, одарённый и очень дружелюбный парень пришёлся по душе как критикам, так и зрителям, в итоге Галэки снимался в сериале до самого закрытия. В 1994 году Джонни получил престижную премию Young Artist Award.
В 1997 году Джонни досталась маленькая роль в хите «Я знаю, что вы сделали прошлым летом», которую он получил во многом благодаря знакомству с Дженнифер Лав Хьюитт. Затем последовали эпизодические роли в таких хитах как — «Мистер Бин», «Противоположность секса», «Чужой билет», «Ванильное небо». А в комедийном триллере «Букмекеры», Джонни досталась главная роль.
В 2006—2007 годах Галэки играл роль проститутки по имени Алекс в бродвейском спектакле «Маленькая собачка смеётся». Впервые за всю карьеру ему пришлось играть полностью обнажённым. «По сути, это пьеса о том, что все мы жертвуем для того, чтобы стать успешными, независимо от профессии или целей», — сказал актёр.
А в 2007 году Джонни начал сниматься в сериале, который сделал его настоящей звездой. В «Теории Большого взрыва» молодой актёр сыграл учёного Леонарда Хофстедтера. Первоначально ему предлагали роль Шелдона Купера, однако актёр сказал, что ему больше подходит роль Леонарда.
В 2008 году Галеки мелькнул в супергеройской комедии «Хэнкок», с Уиллом Смитом и Джейсоном Бейтманом. В июле 2011 года, он сыграл сам себя в трех эпизодах телесериала «Красавцы». В том же году он появился в фильме «Время» с Джастином Тимберлейком и Амандой Сейфрид.
Галэки владеет 360 акрами земли в Санта-Маргарите (штат Калифорния). Его имущество включает в себя виноградники и бревенчатый домик. В конце июня 2017 года ранчо Галэки было разрушено крупным лесным пожаром. Галэки заявил СМИ, что пожар «был настоящей угрозой для него, но это цена за проживание в таком красивом месте».

## Личная жизнь
Во время съёмок в сериале «Теория Большого взрыва» Галэки встречался с Кейли Куоко на протяжении двух лет (расставшись в 2010 году). Он и Кейли остались хорошими друзьями.
Галэки умеет играть на виолончели — это было продемонстрировано в сериале «Теория Большого взрыва».
В 2012—2014 годах встречался с актрисой Келли Гарнер.
С сентября 2018 - 2020 года  встречался с Алайной Мейер, впервые вместе они появились на церемонии награждения «People’s Choice Awards» в городе Санта-Моника в ноябре 2018 года.
4 декабря 2019 года у пары родился сын.

## Фильмография
| Год       |   | Русское название                     | Оригинальное название                    | Роль                                          |
| --------- | - | ------------------------------------ | ---------------------------------------- | --------------------------------------------- |
| 1988—1997 | с | Розанна                              | Roseanne                                 | Дэвид Хили                                    |
| 1989      | ф | Рождественские каникулы              | National Lampoon's Christmas Vacation    | Russell 'Rusty' Griswold                      |
| 1993      | ф | Внезапная ярость                     | A Family Torn Apart (a.k.a. Sudden Fury) | Дэниэл Хэнниган                               |
| 1997      | ф | Короли самоубийства                  | Suicide Kings                            | Ira Reder                                     |
| 1997      | ф | Я знаю, что вы сделали прошлым летом | I Know What You Did Last Summer          | Макс                                          |
| 1997      | ф | Мистер Бин                           | Bean                                     | Stingo Wheelie                                |
| 2000      | ф | Чужой билет                          | Bounce                                   | Сет                                           |
| 2000      | ф | 100 проблем и девушка                | Playing Mona Lisa                        | Артур                                         |
| 2001      | ф | Ванильное небо                       | Vanilla Sky                              | Питер Браун                                   |
| 2003      | ф | Букмекеры                            | Bookies                                  | Джуд                                          |
| 2005      | ф | Правила секса 2: Хэппиэнд            | Happy Endings                            | гитарист, в титрах не указан                  |
| 2005      | ф | Правила съёма: Метод Хитча           | Hitch                                    | эпизодическая роль, знакомый Аллегры Коул     |
| 2005—2009 | с | Меня зовут Эрл                       | My Name Is Earl                          | Эпизодическая роль гольфиста-фанатика (Скотт) |
| 2008      | ф | Хэнкок                               | Hancock                                  | Джереми                                       |
| 2007—2019 | с | Теория Большого взрыва               | The Big Bang Theory                      | Леонард Хофстедтер                            |
| 2004—2011 | с | Красавцы                             | Entourage                                | В роли самого себя                            |
| 2011      | ф | Время                                | In Time                                  | Борел, друг главного героя Уилла              |
| 2013      | ф | Клуб «CBGB»                          | CBGB                                     | Терри Орк                                     |
| 2017      | ф | Звонки                               | Rings                                    | Габриэль                                      |